# ムーの白鯨
『ムーの白鯨』（ムーのはくげい）は、日本テレビ系列で放送されたよみうりテレビ、東京ムービー(トムス)制作のテレビアニメである。全26話。制作局のよみうりテレビでは1980年4月5日から同年9月27日まで、関東の日本テレビでは制作局より1日早い、1980年4月4日から同年9月26日まで放送された。

## 概要
トムス初の原作なしオリジナルアニメとして位置づけられるSF作品。ナレーターは安原義人が担当。
当初から海外での放映を意識して制作されたため、主人公たちの名前が「ケン」「ジョー」「シン」等、多くの国で通じ得る人物名になっている。
"MOBY DICK 5" のタイトルで海外へ売り込みが図られ、イタリアなどで放送されている。他にも、"MU THE WHITE WHALE" や "THE WHITE WHALE OF MU" などのタイトルが使われることもある。また、台湾、中国(台湾放送版に流用)におけるタイトルは『大白鯨』。
本作のスタッフは後に『六神合体ゴッドマーズ』を製作した。「血を分けた双子が敵味方に引き裂かれ戦う」との『ゴッドマーズ』の基本設定は既に本作でも見られる。

## ストーリー
1982年3月、惑星直列が起こった。このとき、地球への影響は全くないとされたにもかかわらず、世界各地に異常現象が相次いだ。実は、太陽系某所に3万年の時を超え、アトランティス大陸が出現したことがこの事態の原因であった。一方、時を同じくして太平洋の深海に巨大なモノが目覚めた…。
今から3万年の昔、地球には文明の発達した二つの大陸があった。アトランティスとムーである。ムーは平和を愛する海の民であり、白鯨をシンボルとした。太陽は燦々と降り注ぎ、人々は平和に暮らしていた。一方、アトランティスはコンドルをシンボルとする山の民であり、戦いを好んだ。科学を高度に発達させるオリハルコンを持つアトランティスの帝王ザルゴンは、その力をもって一段と強力な軍事国家を造り上げていった。ムーの指導者ラ・ムーはアトランティスとムーの力の対決が地球を滅ぼすことを案じ、自らの力と引き換えにアトランティスを異次元へと飛ばした。一方、ムーも海面下に没した。
現代に蘇ったアトランティスは失われた力の源・オリハルコンを求めて地球へ侵攻を開始する。
一方、あらかじめこのことを予期していたラ・ムーは自らの脳を白鯨に移し、3万年の時を超えて蘇った。イースター島に集められた少年少女たちは白鯨のもと、ラ・ムーの娘マドーラとともにアトランティス帝国に立ち向かう。

## 登場人物

### ムー
ムー側登場人物の服装は、概ね古代ギリシャやローマ神話を思わせるデザインとなっている。
白銀 剣
声 - 武岡淳一
本作の主人公。仲間内での呼び名は「ケン」。ムー戦士長・ケインの生まれ変わり。設定年齢15歳。小説版によると、清水市出身（テレビ版では富士山麓の海辺の町であることが分かるだけで、明確な地名は出てこなかった）。アトランティス復活による異常現象の中、マドーラに助けられてイースター島に連れてこられる。ムー戦士の精神を直接転送された他の四人と違い、古代食に対する適応などが遅く、そのためもあってか最初は反発し、不用意な発言でマドーラを傷つけたり、仲間との間でいさかいを起こしたりもしたが、やがて自らの使命に目覚め、ムー戦士のリーダーとして成長してゆく。
白城 譲
声 - 井上和彦
仲間内での呼び名は「ジョー」。ムー戦士・ジョナス（小説版ではジョス）の生まれ変わり。設定年齢15歳。ムー戦士の中でも高い身体能力を誇る。元は「フライングジョー」と呼ばれた天才サッカープレーヤーだった。10話ではワールドカップにブラジル代表選手として出場している。
白鳥 麗
声 - 千々松幸子
仲間内での呼び名は「レイ」。ムー戦士・レイナの生まれ変わり。設定年齢14歳。予知能力を持つ。元は「野生の勘を持つ少女」と呼ばれた天才テニスプレーヤーだったが、それが自らに潜む予知能力によるものだと気付き、テニスを辞めてしまう。前世では譲と恋仲だったが、現世では譲に寄り添うことが多かったものの、明確に恋愛感情を示すシーンはあまりなかった（25話でグレートパレスに体当たりする直前に「好きだった」との発言はあった）。
白風 信
声 - 鈴置洋孝
仲間内での呼び名は「シン」。ムー戦士・シンムの生まれ変わり。設定年齢15歳。設定では白鯨の副操縦士となっていたが、作中では特に明確な描写はない。巨漢タイプのキャラで、心優しい性格。動物たちと意思を通わせることができる。作中では学やミューと一緒に行動することが多かった。
白川 学
声 - つかせのりこ
仲間内での呼び名は「ガク」。ムーの学者・ガラクシャの生まれ変わり。メンバー最年少。設定年齢13歳。古代文字を読み解くなど、知恵袋的存在。白鯨がラウンドクロス包囲網に捕らえられたときは包囲網唯一の隙である、月面に激突して包囲網が崩れる瞬間を割り出した。また、テレポート攻撃を行う敵艦に苦戦した際は、その出現位置をピンポイントで特定し、反撃の糸口を掴んだ。その一方で、製作したラジオやテレビは不調のことが多く、剣に「叩いて」直されて（？）いた。また、眼鏡がないとほとんど何も見えないらしい上、運動音痴で泳げなかった。
ラ・ムー
声 - 杉田俊也
ムーの預言者・指導者（設定ではムーの帝王となっているものもあるが、テレビ版では特に語られず、『ムー帝国』とも標記されていない。これが何か理由があってのことかどうかは不明）。3万年前、アトランティスを超能力で異次元に飛ばす。その際、超能力の反作用で老人と化してしまった。自らの脳を白鯨に移し、3万年の時を超えて蘇った。主人公たちと会話するときは、スクリーンに老人の姿を投影する。また、声が聞こえるだけということもあった。
マドーラ
声 - 吉田理保子
ラ・ムーの娘。設定年齢14歳（タイムトリップした3万年は年齢にカウントしないらしい）。キャラクター設定書には「聖乙女」の但し書きが見られる。ウェーブのかかった青紫色の髪を腰下まで伸ばしたロングヘアと、足元まで届く長い薄衣が特徴の美少女（足が見えたことは何回かあり、裸足のことが多かったが、サンダルや木靴のようなものを履いていたこともあるなど描写が一定しなかった）。なお、幼少時の髪は姉のラ・メールと同じ赤色だった。この髪の色の変化について、作中では特に説明はない。
3万年前、ムー戦士長・ケインと愛し合うが戦いの中、その想いが叶うことはなかった。3万年の時を超えアトランティスと戦うためサイボーグとなり、心を捨ててしまったが、いつしか剣を愛するようになる。しかし、既に人間ではなくなっていることから、剣とは愛し合えないと悩むこととなる。当初はラ・ムーに源を発する予知能力を持っていたが、心を取り戻した結果、能力を失ってしまう。
マドーラのサイボーグとしての能力には上述の予知能力以外に下記のものがあった。
- 1話と8話で、水中で長時間自在に活動した。
- 8話で、上空の白鯨から飛び降りて平然と着地した。
- 8話で、岩の下敷きになった剣のムーバルを素手で押し出した。
- 12話で、古代竜に電撃を放った（完全に倒すまでには至らず）。

ミュー
声 - 栗葉子
白鯨の中に居るマスコット的存在の一角天使。マドーラによると、白鯨のことは何でもミューが知っている、とのこと。幼児のような言葉足らずの話し方で、「ミュー、ミュー」と鳴き声のような言葉を発する。初登場時点では「ミュー」以外の言葉を発せず、信としか意思の疎通が図れないかのような描写があったが、その後はごく普通に主人公たちと会話していた。

### アトランティス
アトランティス側登場人物の服装は全て西洋の鎧をモチーフにしている。
ゴルゴス
声 - 伊武雅之(現・伊武雅刀)
アトランティス第一皇子。地球派遣軍司令官を務める。冷酷な性格の軍人で、実弟のプラトスさえ部下の一人として扱い、危険な任務にも平気で就かせる。だが、南極戦において爆発寸前のコンドル要塞で白鯨に体当たりを敢行。自らの命と引き換えに、オリハルコンを手にしたプラトスを逃がした。
プラトス
声 - 古川登志夫
アトランティス第二皇子。地球派遣軍副司令。ゴルゴスの死後は司令官となる。非常に誇り高く、戦いにおいても常に正々堂々と振舞うことを信条としている。小説版では無益な戦いを避けようとする平和主義者的な描写であったが、テレビ版では特に登場当初、国連軍機をカトンボ呼ばわりするなど現生人類を見下していた。愚かな劣等種族をアトランティスが支配することで地球に平和が訪れると信じていたが、ザルゴン復活以降、次第に疑問を持つようになる。
ラ・メール
声 - 小山茉美
アトランティス親衛隊隊員。プラトスとは幼馴染で、想いを寄せている。実はラ・ムーの娘でマドーラとは双子の姉。3万年前、アトランティスに人質として取られ、当人はその事実を知らないままアトランティス人として生きてきた。双子ゆえにマドーラとそっくりということになっているが、育った環境ゆえかやや表情がきついことや髪色が異なる（こちらは赤）ためにあまり似ている印象はなく、作中で二人が似ていると指摘したのは剣だけだった。
コンドラ
声 - 沢田敏子
永眠中の夫・ザルゴンに代わりアトランティスを率いる女帝。名前の由来はコンドルと思われ、その名の通り、コンドルを思わせるフードを被り、マントを翼のように広げている姿をしている。実は頭脳以外の肉体を人工細胞としたサイボーグと化しており、アトランティスが異次元の眠りについた後も帝国復興に備えてきた。22話において自らオリハルコンパワーを浴びて巨大化、アトランティス大陸の地球帰還を阻止しようとした白鯨の前に立ちふさがった。
ザルゴン
声 - 渡部猛
アトランティス帝王。常に牡牛のような巨大な角の付いた兜を被っている。設定資料では兜を外した姿もあり、頭頂部のみに髪が少し残っている辮髪のような髪型だったが、作中では登場しなかった。物語前半では、3万年前に力の源・オリハルコンを失ったために永眠している（オリハルコンを失ったことがなぜ永眠に繋がるのか、その理由について作中で特に説明はない）が、オリハルコンを取り戻して以降は復活し、帝国を率いて全地球に無差別攻撃を行なう。極悪非道な人物で、部下はおろか、妻子を戦いで失うことや、自ら手に掛けることさえためらわない。
ハイド
声 - 大木民夫
アトランティス帝国科学長官。口髭と顎鬚をたくわえ、常に片眼鏡をかけている壮年科学者。彼が中心となって開発したオリハルコンパワービームが、国連の無条件降伏を決定付けた。また、20話で宇宙へ飛び出した白鯨をラウンドクロス包囲網や第一師団を駆使して迎え撃った。
グラーティス
声 - 千葉順二
アトランティス帝国の長老科学者。白く長い髭をたくわえた老人。ハイドが前線部隊の参謀長的立場であるのに対し、グラーティスはアトランティス本国科学者グループの中心的人物。
バッカス
声 - 渡部猛
9話に登場したオリハルコン探索部隊の隊長。地中海・クレタ島一帯の古代文明跡を探査に向かうが、アララト山に出向いていた白鯨と遭遇、交戦する。なお、テレビ版では禿げ頭で小太りの中年男性だったが、小説版での描写は若い士官であった。
カイム
声 - 納谷六朗
10話に登場した士官。ナスカに基地跡が残っているのを見つけ、爆撃機を率いて進出を図る。
ポポロ
声 - 古谷徹
譲のサッカープレーヤーとしてのライバル。ペルーチームのゴールキーパーとしてワールドカップで決着をつけるはずだったが、アトランティスがナスカに残した基地を守る“空の民”の一人であり、皮肉な戦いを強いられることとなる。なお、テレビ版でポポロが持っていた武器は槍だったが、小説版ではブーメランになっていた。
ランガン
声 - 玄田哲章
13話に登場したプラトスの部下。オリハルコン発見の栄誉を担うが、本隊の到着まで持ち堪えることはできなかった。
メンデル
プラトス専用機のコ・パイロット。小説版では名前が記載されているが、テレビ版では同じ役割の人物が登場するものの、名前は出てこなかった。ただし、プラトス専用機の設定図にはメンデルの名が記されている。
ハメル
オリガ
アトランティスの若手兵士。反逆罪で捕らえられたプラトスをラ・メールと共に救出、仲間を集めて反乱を起こす。ちなみに、ハメルは11話冒頭でもさりげなく登場している。
コルド
声 - 納谷六朗
25話に登場したザルゴンの側近、というより太鼓持ち的な人物。爆撃隊全滅の腹いせに、ザルゴンに惨殺される。

## 主要舞台
特に物語前半、アトランティスが失われたオリハルコンを探索する際に『オリハルコンがあるところ必ずその力をもって文明が生まれる』との論法から、古代遺跡が舞台になることが多かった。なお、物語の舞台にはならなかったが、8話では探索目標の例としてマヤ文明の遺跡が登場している。
イースター島
謎の巨石像・モアイで有名な南太平洋の孤島。その海底にムーの神殿跡が残り、主人公たちの生活の場となっている。なお、実際のイースター島は周囲約60km、最高峰500mほどの比較的平坦な島だが、一般のイメージとして「小さい島」と思われているからか、山の大きさの割に狭いように描かれていた。
富士山
霊峰と呼ばれることから、「オリハルコンが眠っているのでは」とアトランティスに誤解されて最初の探査目標となった。探索機の影響で噴火し、剣の故郷を埋め尽くした。なお、小説版では富士の噴火によるアトランティス部隊の被害はなかったが、テレビ版では探索母船と戦闘機数機が失われた。
ヒラニプラ
ムーの首都。4話の舞台となった。主人公たちがラ・ムーの導きにより三万年前の世界を見せられた際、ムーに唯一残された都市として登場。小説版では「ノーム」と記載されていた。
ピラミッド（エジプト）
有名なギザの三大ピラミッド。7話の舞台となった。実はアトランティスの基地跡であり、ピラミッドはスフィンクス要塞の起動装置の役割を持っていた。
マチュピチュ
インカ帝国が残したとされるペルーの空中都市。オリハルコン探索の目標として、8話の舞台となった。作中では麓から山頂へ抜ける謎の抜け穴が登場した。なお、作中では標高4,000mと説明されていたが、実際は2,400m余りしかない。
アララト山
トルコに位置するノアの洪水伝説の地。9話の舞台となった。作中では山頂近くにノアの箱舟の跡なる窪みが登場した。麓の村には3万年前の世界で消息を絶ったケインの遺品が残されていた。
ナスカの地上絵
ペルーに残る謎の地上絵。10話の舞台となった。実はアトランティスが宇宙進出のために築いた基地の跡であった。ただし、数ある地上絵の中で基地とされたのはハチドリの部分のみ。また、大きさも実物は全長100mほどしかないが、作中では白鯨との比較からすると1kmくらいに描かれていた。
バミューダ・トライアングル
原因不明の消失事件が起こる三角形の海域。別名、魔の三角海域。11話の舞台となった。3万年前、アトランティスの兵器実験場跡地で、時空に残った歪が事件の原因であった。その異空間には白鯨に匹敵する巨体を持つエイ（形態はオニイトマキエイだが、性質は獰猛）の怪物が潜んでいた。
ヒマラヤ
世界最大の山岳地域。12話の舞台となった。オリハルコンの手がかりを秘めた古代図書館が残されていた。古代竜（形態からすると翼竜の一種）が住んでいて、主人公たちを襲った。
南極
オリハルコンの眠っていた場所。13〜14話の舞台となった。厚い氷の下から、オリハルコンを安置した謎の古代都市が発見された。余談だが、南極古代文明説の取り上げにおいてはあの『神々の指紋』より本作の方がはるかに早い。
鯨の墓場
年老いた鯨が人知れず死んでゆく海の墓場。白鯨が最終形態に変身した。なお、海の底にあるはずだが異次元空間なのか、主人公たちはムーバルから出ても普通に呼吸していた。
アトランティス
3万年前、ラ・ムーの超能力で異次元へ飛ばされ、惑星直列の影響で現代に蘇る。物語冒頭を観る限り、出現地点は土星近くの宇宙空間で、大陸がそのまま小惑星になっている形。12話で木星との激突の危機に見舞われるが、オリハルコンを取り戻して以降は、反重力エンジンを作動させて大陸ごと地球に向かう。
21話における学の解析によると、大陸の主要データは下記の通り。
- 総面積：780万平方キロメートル（オーストラリア大陸とほぼ同じ）
- 総重量：150兆5,980億トン（大陸が岩石で構成されているとすれば、厚さは3.5mとなる）
- 全体が山岳地帯で、8,000m級の大山脈が大陸の東西南北に走っていて、天然の要塞を形成している。
- 火星付近で白鯨と遭遇した時点で、時速6万kmの速度で地球に向っており、あと40日以内で確実に地球に到達するとのことであった（約15年周期の地球と火星の大接近時の頃であろう）。

## 用語解説

### ムー側
白鯨
ムーの守護神たる巨大な白い鯨。外見は現実のシロナガスクジラそのもの（ただし、背びれはない）だが、その全長は200mにも達する。
破壊の神にもなり得る力を秘めた平和の神の使いとして、ムーのシンボルとなっていた。
ムーの技術によりラ・ムーの脳を体内に移植され、サイボーグとなって3万年の時を超えて蘇った。主人公たちが操縦カプセルから操ることができる。操縦カプセルは地球ゴマ構造の密閉された球体で、白鯨の口の辺りからテレポートで乗り込む。操縦方法は主人公たちが二つの操縦球を掴むことで意思を伝えて操るもので、後述のムーバルと同じ。ただし、一人乗りのムーバルと違って白鯨は搭乗者五人が意思を合わせないと真価を発揮することができない。そのため、負傷や不在などでメンバーが欠けたために、ピンチに陥ることもあった。
平和の神の使いらしく、初登場時点の白鯨は特に武装はなかったが、その後、主人公たちの力を受けて次第に強力な力を備えて変身してゆく。変身の推移は次の通り。
- 1〜6話：飛行能力とバリア展開能力を有する。バリアに身を包んでの体当たり攻撃で敵を撃破する。バリアは小型戦闘機程度なら触れただけで破壊できるほど強力。設定書には「白鯨マークI」と記されていた。
- 7〜15話：オーロラビームが加わった。設定書には「白鯨マークII」と記されていた。
- 16〜18話：頭部にムーの紋章が、胴部に虹色の模様が浮び上がった。この模様で、オリハルコンパワービームを跳ね返した。設定書には「白鯨マークIII」と記されていた。
- 19〜最終話：宇宙船に変身。オーロラビームに加えて熱球ビーム砲 7門を備えた。熱球ビームは単発でも強力だが、一斉発射することで更に威力を増すことができる。ただし、斉射は 5発が限度のようであった。

ムーバル
主人公たちが搭乗するムーの戦闘飛行艇。非常に運動性が良く、超低速の浮遊も可能。14話ではアトランティス戦闘機には不可能なコンドル要塞内部での戦闘をこなした。水中でも自在に行動でき、主人公たちの会話からすると、水深500mまでは潜れるらしい。その一方、宇宙に飛び出すことは搭乗者の命にかかわるようである。
大まかにはナスを縦に切ったような形（設定では「秋ナス号」との古代ムーでの呼称が記されていたが、本編未使用）、あるいはボート型胴体の船尾部分に半球形のコクピットが載っている形態。白鯨についても言えることだが、推進機関らしきものが見当たらず、その飛行原理は不明。高速飛行時には胴体側面を形成している主翼を展開する。艇内に熱球ビームが格納されており、戦闘では上甲板から砲座が突き出すが、コクピット前方を塞ぐ形で現れるので使用時の視界は悪そうである。
熱球ビーム
ムーのビーム兵器。皿状に展開した砲座から球状のビーム弾を放つ。白鯨の宇宙船形態とムーバルに装備されるが、両者の威力は段違いで、ムーバルでは歯が立たなかったアトランティスの爆撃機を、白鯨の熱球ビームは一発で数機まとめて粉砕することができた。なお、小説版におけるムーバルのビームは光球ビームと記載されていた。
オーロラビーム
第一段変身後の白鯨に備わった武装。頭部の突起からオーロラ状の光の帯を放ち、物体を凍結させることができる。
ラ・グリル
ムーの力の源。ムーの言い伝えによると、宇宙を創造した神が地球に投げ入れた光とされる。人間の心の中にある、無形の存在。人間に科学と精神との調和、言い換えるなら“愛”を与えた。
国連軍
アトランティスの侵攻に対して果敢に立ち向かったが、手も足も出せずに全滅させられていた。そのジェット戦闘機は、外見からして明らかにF-14トムキャットであった。主人公たちと協力するような場面は描かれなかったが、16話でアトランティスに無条件降伏すると大艦隊でイースター島を包囲、白鯨の引渡しを迫った。なお、小説版では南極大陸で最後まで抵抗を続け、アトランティス大陸の地球帰還に至り、降伏して大陸に連行されている描写があった。

### アトランティス側
オリハルコン
アトランティスの力の源。宇宙を創造した神が、ラ・グリルとともに地球に投げ入れた光とされる。惑星一つを移動させ得る恐るべきエネルギー源。光り輝く金属球として現れる。人間に物を創造する力を与えると同時に、限りない欲望をも備え付けた。
コンドル要塞
アトランティスが誇る巨大な移動要塞。物語前半におけるアトランティスの象徴。全体の形状は岩山に留まった双頭のコンドルを模している。白鯨の数倍はある巨体に多数の搭載機を格納し、強力なビーム砲を備える。なお、このコンドル要塞に限らずアトランティスで「要塞」と付く兵器は全て移動能力を持っており、一般的な意味での要塞は単に「基地」又は「軍事基地」と呼ばれていた。
スフィンクス要塞
エジプトに眠っていたアトランティスの戦闘要塞。その内部は3万年を経ているとは思えないほど動作に支障のない状態だった。7話において国連軍の戦車部隊を咆哮一発で壊滅させた。起動前はギザの大スフィンクスにカモフラージュされていたようにも思えるが、それにしては白鯨とのサイズ比較からすると全長200mほどあり、かなり大きく描かれていた。
空の民
アトランティスがナスカに築いた基地を護るため、警備伝承催眠をかけて残した人々の子孫。自分たちは大昔、空からやってきたと信じ、コンドルとともに生き、コンドルとともに大空の王に仕え続ける。彼らが村の守り神として崇めていたコンドルトーテムが、実は基地のコントロールタワーであった。
オリハルコンパワービーム
16話で初登場した、オリハルコンの力を使った強力なビーム砲。小説版によると口径は3,000ミリ。反射衛星砲を思わせる機構を持っており、登場時、火星付近にいたアトランティスより放たれたビームは、巨大な鏡のような「月面ポイント」、ミラーボールのような「地球ターゲットポイント」を経由することで地球上のあらゆる場所を攻撃することができた。直撃すれば半径 50km内を完全消滅させる威力がある。ザルゴンの提唱した「地球移住大改造計画」に基づき、暖流を北極に流し込むためにアジア大陸を削り取った。他にも隕石群の軌道を変えてイースター島に降り注がせたりと、さまざまな使い方が可能。
小型戦闘機
アトランティス側で最も多用された双発戦闘機。機首左右にある2門のビーム砲は砲座の上下で仰俯角が可能で、1話では上方に向けて国連軍機2機を撃墜し、下方に向けて大都市を焼き払った。通常は2門のビーム砲を前方に固定した状態で攻撃する。7話ではスフィンクス要塞の起動エネルギーを注入するのに同じビーム砲座を用いていた（その際、ピラミッド上空でホバリングをやってのけた。外見上の構造自体は現代のジェット機と変わらないので、空中停止できる何らかの機構を備えていると思われる）。他にも機体側面にビーム砲を備えるが、あまり実用的とは言い難く、2話で偶然並行飛行状態となった剣のムーバルを狙ったのが画面上で使用が分かる唯一の例。重戦闘機やプラトス専用機にも同じ側面砲座と思しきものが見受けられるが、使用例はない。塗装は暗灰色。
アトランティス軍の先兵的位置付けで、ムーバルに次々と撃墜されていたが、現代の兵器と比べるとはるかに強力で、国連軍の空対空ミサイルではバリアを破ることは叶わずに傷ひとつつけることができなかった。小説版では、国連軍が核ミサイルを使用するも、全くの無傷という描写があった。
なお、アトランティス軍の戦闘機各種は大気圏突入/離脱機能を持ち、月と地球を往復可能な航続力を標準で持つ。
重戦闘機
9話で初登場した三発の大型戦闘機。背中に装備された固定式の3連装大口径ビーム砲は小型戦闘機よりはるかに強力で、小型戦闘機のビームなら多少の命中弾にも耐えられるムーバルが、25話で直撃を受けた際は一撃で大破、譲が重傷を負った。防御も小型戦闘機に比べると強力で、小型戦闘機がムーバルの熱球ビーム一発で四散したのに対し、重戦闘機を撃墜するには数発の命中弾が必要であった。編隊中に通常は一機しかいないことから隊長クラスの乗機と思われるが、物語終盤では多数の重戦闘機が集団で攻撃してきた。塗装は小型戦闘機同様の暗灰色。
爆撃機
10話で初登場。地上攻撃に威力を発揮する大口径熱線ビーム砲を機体下部に備えるが、物語終盤まで使わなかったため、登場当初は爆撃機というよりもコンドル要塞の小型版という感じであった。
プラトス専用機
プラトス専用に造られたと思われる白色の大型戦闘機。複座機で操縦士と副操縦士が並んで座る。皇族用らしく機体は頑丈で、ムーバル5機の集中攻撃でも撃墜できなかった。噴射ノズルは二つずつ合わせた形で三基備えられているが、その内二基は機体の後方から下方まで90度の角度変更が可能で、垂直離着陸時に用いられる。武装は機首左右に小型戦闘機と同じビーム砲2門に加え、プラトス専用に設けられた連装ビーム砲がコクピット後方の上部へ旋回式に装備されている。
ラ・メール専用機
18話と21話でラ・メールが使用した単座戦闘機。ドーム状のコクピットを備えた戦闘機らしからぬ姿をしており、武装は単装ビーム砲一門のみである。ラ・メールがラ・ムーの娘であるのを利用して白鯨を誘き出す囮作戦に使用された。
探索機
物語前半で、失われたオリハルコンを探すために使用された。ドリルミサイルのような形状の探索ミサイルと、それを運搬する探索母船からなる。通常は探索ミサイルを四発セットで地中に撃ち込んで探査する。11話で海中を探査する際は、違う形状の探索器一個がプラトス専用機より投下された。
ラウンドクロス包囲網
20話において、宇宙に飛び出した白鯨を迎え撃ったアトランティスの阻止ライン。一見すると単なる隕石群だが、不用意に突入すると相手を取り囲んで動けなくしてしまう。攻撃を加えると連鎖爆発を起こし、取り囲んだ相手にダメージを与える。白鯨を包囲したまま、月へ落下させて葬ろうとした。
第一師団
アトランティス最高の戦闘力を誇る部隊。その旗艦は大きさこそ白鯨と同程度でコンドル要塞には及ばないが20話ではハイドの指揮下、テレポート能力を駆使して、白鯨を苦しめた。ちなみに、16〜17話でプラトスが旗艦として使用したのが同じ艦だったと思われる。
グレートパレス
オリハルコンパワーによって全世界を統治する、アトランティスの新宮殿。内部にオリハルコンを納めている。外見は円盤状の建物上部にミサイルのような突起物が何本も突き出している。次項のザルゴン要塞を内部に収納していたと思われるが、明確な発進シーンはなかった。
ザルゴン要塞
最終回でザルゴンが乗り込み、白鯨と決戦を戦った。円盤状の本体上部正面に、ザルゴンの兜を模した構造物があり、その専用機であることを特徴付けている。機体正面に並んだ板状の部分からビームを放って攻撃するが、他にも至るところからビーム砲座と思しきものが突き出している。画面上で確認できるサイズは全長で白鯨の半分程度と、『要塞』と名が付くアトランティス兵器の中では最も小さいが、攻撃力は圧倒的で白鯨をボロボロになるまで追い詰めた。

## 製作スタッフ
- 企画：福尾元夫（よみうりテレビ）
- プロデューサー：山根治（よみうりテレビ）、赤川茂（東京ムービー）
- 作画監督：香西隆男
- メカニック・デザイナー ：青木悠三
- 美術監督：石垣努
- 撮影監督：新井隆文
- 録音監督：山崎あきら
- 選曲：赤塚不二夫（漫画家の赤塚不二夫とは、同姓同名の別人）
- 音楽：羽田健太郎
- 文芸担当：小野田博之
- 制作担当：松元理人
- チーフ・ディレクター：今沢哲男
- メカ修正：金田伊功、亀垣一、本橋秀之
- 原画：前田実、清水恵蔵、鈴木欽一郎、四分一節子、山本福雄、林一哉、河村信道、高橋英吉、鈴木幸雄、新川信正、小和田良博、大島秀範、端名貴勇、森一浩、小野順三、野崎恒仲、川筋豊、鍋島修、飯島正勝、西山里枝、多田康之
- 背景：原豊、香川雄、伊藤夏子、佐藤佳子、杉浦千里、佐藤久美子、朝田和枝、増田直子、上野育子
- 仕上：森田清之、三浦亨、小田部香澄、渡辺とし美、藤原かつみ、梅田洋子、斉藤繁子、松浦邦子、長尾美代子、上原和子、直井マヤ、平田真紀子、田沼玲子、斉藤圭子、岸邦子、大村和子、黒岩佐和子、菊地真理
- 録音調整：小野敦志
- 効果：横山正和
- 撮影：ティ・ニシムラ
- 編集：鶴渕允寿、高橋和子
- タイトル：高具秀雄
- 色指定：砂川千里、工藤秀子、池内道子
- 制作進行：吉田力雄、柳内一彦、岩田幹宏、水沼健二、南部正昭
- 録音：東北新社
- 現像：東京現像所
- 制作：よみうりテレビ、東京ムービー

## 主題歌

### オープニングテーマ
「ムーへ飛べ」
作詞 - 山川啓介 / 作曲 - 浜圭介 / 編曲 - 羽田健太郎 / 歌 - 水木一郎、杉並児童合唱団

### エンディングテーマ
「信じるかい」
作詞 - 山川啓介 / 作曲 - 浜圭介 / 編曲 - 羽田健太郎 / 歌 - 水木一郎
※最終回、エンディングは特別バージョンとなり、歌詞も２番が使われた。

## 放映リスト
| 話数 | サブタイトル             | 脚本       | (絵コンテ) 演出     | 放映日        |
| ---- | ------------------------ | ---------- | ------------------- | ------------- |
| 1    | 白鯨めざめる!            | 星山博之   | 今沢哲男            | 1980年 4月5日 |
| 2    | ムーの子供たち           | 星山博之   | 山吉康夫            | 4月12日       |
| 3    | 失われた故郷             | 松崎健一   | 永丘昭典            | 4月19日       |
| 4    | 3万年前の世界            | 松崎健一   | 岡崎稔              | 4月26日       |
| 5    | 白鯨と5人の戦士          | 星山博之   | 永丘昭典            | 5月3日        |
| 6    | 白鯨 敗れる!             | 金子裕     | 山吉康夫            | 5月10日       |
| 7    | 変身!! 白鯨              | 金子裕     | 出﨑哲              | 5月17日       |
| 8    | マドーラの秘密           | 星山博之   | 岡崎稔              | 5月24日       |
| 9    | オリハルコンを探せ!      | 星山博之   | 今沢哲男            | 5月31日       |
| 10   | ナスカ 謎の地上絵        | 金子裕     | 永丘昭典            | 6月7日        |
| 11   | 魔のバミューダ海域       | 金子裕     | 山吉康夫            | 6月14日       |
| 12   | 生きていた古代竜         | 星山博之   | 出崎哲              | 6月21日       |
| 13   | 見つけたぞ! オリハルコン | 星山博之   | (康村正一) 今沢哲男 | 6月28日       |
| 14   | 南極の古代都市           | 星山博之   | 今沢哲男            | 7月5日        |
| 15   | さらば!5人の戦士たち     | 桜井正明   | 永丘昭典            | 7月12日       |
| 16   | 白鯨の涙                 | 金子裕     | 山吉康夫            | 7月19日       |
| 17   | ラ・メールの正体         | 金子裕     | 出崎哲              | 7月26日       |
| 18   | ザルゴン、悪魔の復活     | 桜井正明   | 山吉康夫            | 8月2日        |
| 19   | 白鯨、宇宙に舞い立つ     | 星山博之   | 今沢哲男            | 8月9日        |
| 20   | 恐怖のアトランティス大陸 | 桜井正明   | 永丘昭典            | 8月16日       |
| 21   | 戦士、ラ・メールの悲劇   | 高屋敷英夫 | 山吉康夫            | 8月23日       |
| 22   | 女帝コンドラの死         | 金子裕     | 出崎哲              | 8月30日       |
| 23   | 反逆者、プラトス         | 桜井正明   | 青木悠三            | 9月6日        |
| 24   | プラトス・愛の悲劇       | 金子裕     | 今沢哲男            | 9月13日       |
| 25   | 決戦! ラ・ムー対ザルゴン | 星山博之   | (康村正一) 今沢哲男 | 9月20日       |
| 26   | 翔べ! 愛の世界へ         | 星山博之   | 山吉康夫            | 9月27日       |

- 予告ナレーションの締め台詞は通常、「次回、『ムーの白鯨』（サブタイトル）をお楽しみに」が使われているが、第24話だけはストーリーの盛り上がりからか、「ご期待ください」に変更されていた。

## 放送局
※放送日時は個別に出典が掲示されてあるものを除き、1980年7月中旬 - 8月上旬時点、放送系列は放送当時のものとする。
| 放送地域   | 放送局         | 放送日時 | 放送系列                                     | 備考                                               |
| ---------- | -------------- | --- | -------------------------------------------- | -------------------------------------------------- |
| 近畿広域圏 | 読売テレビ     | 土曜 18:00 - 18:30 | 日本テレビ系列                               | 制作局                                             |
| 広島県     | 広島テレビ     | 土曜 18:00 - 18:30 | 日本テレビ系列                               |                                                    |
| 北海道     | 札幌テレビ     | 土曜 18:00 - 18:30（1980年4月5日 - 5月31日） → 土曜 7:58 - 8:25（1980年6月14日 - 6月28日） → 土曜 7:56 - 8:25（1980年7月5日 - 10月4日） | 日本テレビ系列                               | 1話から9話までは同時ネット。10話以降は遅れネット。 |
| 岩手県     | テレビ岩手     | 日曜 9:00 - 9:30 | 日本テレビ系列                               |                                                    |
| 宮城県     | 宮城テレビ     | 金曜 17:30 - 18:00 | 日本テレビ系列                               | 1980年4月25日から放送                              |
| 山形県     | 山形放送       | 月曜 17:00 - 17:30 | 日本テレビ系列 テレビ朝日系列                |                                                    |
| 福島県     | 福島中央テレビ | 月曜 18:00 - 18:30 | 日本テレビ系列 テレビ朝日系列                |                                                    |
| 関東広域圏 | 日本テレビ     | 金曜 18:00 - 18:30 | 日本テレビ系列                               | 制作局より1日早く先行放映。                        |
| 山梨県     | 山梨放送       | 日曜 6:15 - 6:45 | 日本テレビ系列                               |                                                    |
| 新潟県     | 新潟総合テレビ | 火曜 18:30 - 19:00 | フジテレビ系列 日本テレビ系列 テレビ朝日系列 | 1980年5月6日から放送。                             |
| 長野県     | 信越放送       | 金曜 19:00 - 19:30（第24話まで） →土曜 17:30 - 18:00（第25、26話）                                                                      | TBS系列                                      | 1980年4月18日から10月11日まで放送。                |
| 静岡県     | 静岡第一テレビ | 金曜 18:00 - 18:30 | 日本テレビ系列                               |                                                    |
| 石川県     | 北陸放送       | 木曜 19:00 - 19:30 →月曜 17:30 - 18:00（最終回放送時点）                                                                                | TBS系列                                      | 1980年10月20日まで放送。                           |
| 福井県     | 福井放送       | 金曜 18:00 - 18:30 | 日本テレビ系列                               | 1980年4月4日から9月26日まで放送（1日先行放送）。   |
| 中京広域圏 | 中京テレビ     | 日曜 12:45 - 13:15 | 日本テレビ系列                               |                                                    |
| 山口県     | 山口放送       | 金曜 16:45 - 17:15 | 日本テレビ系列 テレビ朝日系列                |                                                    |
| 香川県     | 西日本放送     | 金曜 10:30 - 11:00 | 日本テレビ系列                               | 当時の放送エリアは香川県のみ。                     |
| 高知県     | 高知放送       | 土曜 17:00 - 17:30 | 日本テレビ系列                               |                                                    |
| 福岡県     | 福岡放送       | 日曜 12:45 - 13:15 | 日本テレビ系列                               |                                                    |
| 長崎県     | 長崎放送       | 日曜 18:00 - 18:30 | TBS系列                                      | 1980年4月20日から放送。                            |
| 熊本県     | 熊本放送       | 木曜 19:00 - 19:30 | TBS系列                                      | 1980年4月24日から放送                              |
| 宮崎県     | 宮崎放送       | 木曜 19:00 - 19:30 | TBS系列                                      | 1980年4月24日から放送                              |
| 鹿児島県   | 南日本放送     | 火曜 19:30 - 20:00 | TBS系列                                      | 1980年4月22日から放送                              |
| 沖縄県     | 琉球放送       | 木曜 19:00 - 19:30 | TBS系列                                      | 1980年4月24日から放送                              |

## 小説版
文化出版局より小説版（若桜木虔 著・全2巻 1980年12月）が刊行されている。上巻『アトランティスの襲来』は剣とマドーラの恋の行方を横軸に、物語前半・オリハルコンがアトランティスに渡るまでを描く（著者曰く、『SF版里見八犬伝』）。下巻『悲劇の王女ラ・メール』はアトランティス側の視点から物語前半を概観しつつ、プラトスとラ・メールの悲恋となる物語後半を描く（著者曰く、『SF版ロミオとジュリエット』）。ストーリーは概ねテレビ版に沿っているが、一部の相違点と矛盾の存在で、ファンから批判されることがある。
テレビ版との主な相違点は次の通り。
- 上巻冒頭、剣が竜巻から避難する中で両親と離れ離れになり、海に落ちてマドーラに救助されるまでの経緯が詳しく描かれていた。
- 剣を除く四人はテレビ版では不思議な夢に導かれつつも自らの意思でイースター島に集まるが、小説版では眠っている間にマドーラに導かれて夢遊病者のように海岸へ出、気付いたときにはイースター島にいたということになっていた。
- 下巻冒頭によると、アトランティスが異次元突入後、通常空間に復帰するまで17年の歳月が経過したことになっていた。そうすると、双子であるラ・メールとマドーラの間に大幅な肉体的年齢差がなければならず、物語に大きな矛盾が生じることになる。
- 3万年前、復活するアトランティスと戦うための魂の未来への転送を拒否したケインに、ラ・ムーは何らかのサイボーグ化と思われる処置を施した。明確な説明はないが、これによってケインの魂を受け継ぐ者がアトランティス復活の時代に現れることとなったようである。
- テレビ版の8話、及び12話に当たるシーン、マドーラのサイボーグとしての能力に目からビームを発射するという描写があった。
- テレビ版の15話に当たるシーン、白鯨が失踪したため孤立・苦戦する主人公たちを、ラ・ムーがモアイ像の目に据え付けられたビームで援護するシーンがあった。
- テレビ版の16話に当たるシーン、アトランティスに無条件降伏した国連が、白鯨の引渡しを迫るくだりが描かれなかった。

## 評価
- 出渕裕は「かめばかむほど味が出るスルメみたいな作品」と評している（アニメージュ'80年10月号P31、『'80年上半期アニメグランプリ座談会』記事）。
- 長浜忠夫に「SFアニメの要領がぜんぜんわかっていない」と酷評されたことがある（アニメージュ'80年11月号P61、『東京ムービー特集』記事での同社取締役・企画部長の今泉俊昭によるコメント）。
- 浅羽通明は「オカルト雑誌を恐怖に震わせた謎の投稿少女たち！」の中で本作品を、1980年代に起こったオカルトムーブメント「戦士症候群」に影響を与えた作品のひとつとして挙げている（『うわさの本』、JICC出版局、1989年4月25日発行、P20）。

## 「ムー大陸の白鯨」
- 企画段階では「ムー大陸の白鯨」というタイトルで、内容もかなり違っていたという。
- デザインはスタジオぬえが担当しており、白鯨もマッコウクジラを元にしたメカニックなものであったが、イメージと違うとの判断からボツになった（企画資料は、スペシャルリマスター版DVD-BOXの映像特典で見ることができる）。

### ストーリー
とき、地球歴二千数百年、地球の繁栄は極度に進んだ。しかしその社会は活性化を失ってコンピューターで支配される老人社会と化し、怠惰と無気力が病菌のように人間をむしばんでいた。
白石知はある夜、不思議な夢を見た。それは巨大な白鯨と人魚のように美しい少女が自分を手招きしている夢であった。不思議なことに妹の愛も同じ夢を見ていた。二人は夢に導かれて伊豆半島の西海岸にある無布（むう）神社へと向かった。そこには他にも数人の少年たちが集まっていた。
神社の裏にある小さな洞窟の奥に不思議な卵状の乗り物があった。乗り物は少年たちを乗せて急速に動き始め、気がつくと太平洋、ポナペ島のナン・マタールへとたどり着いた。そこで少年たちは白鯨ラ・ムー、そしてラムール、マドーラと出会い、アトランチス帝国による地球侵略の危機を告げられる。だが、ラ・ムーの予想より早く、アトランチス前衛部隊の攻撃が始まり、地球連合中央マスターコンピューターが支配されてしまう。かくして、人類解放の戦いの幕が切って落とされる。

### 登場人物
白石 知
16歳。白鯨ムーの“リーダー”。冷静沈着な判断で全員の信頼を集めている。聖乙女マドーラを愛するようになる。
白石 愛
16歳。知と双生児の妹。名前の示す通り優しく美しい少女。剛田勇を愛するようになる。
剛田 勇
16歳。体力にすぐれたスポーツマンタイプの熱血漢。喜怒哀楽の激しい人情家だが、優しい心を持っている。
柱 信
16歳。年の割にませていて、皮肉屋でもある。やや孤独を愛する。だが地球を愛する気持ちは強い。
湯川 学
16歳。気が弱い面もあるが、化学物理や歴史に強い博識家である。
湯川 明
8歳。学の弟。明るくて朗らかな少年。兄と違って一寸イタズラっ子。皆のマスコット的存在。
聖者 ラ・ムー
三万年前、最終兵器“白鯨”を完成させたがついに平和を愛する気持ちは、それを使うに至らず、自らの頭脳を白鯨に移植し、白鯨そのものと化した。超古代文明ムーの大帝が前身である。
聖巫女 ラムール
23歳。父、ラ・ムーと共に三万年の間眠り続けてきた、ムー大陸の平和のシンボル”白鯨につかえる巫女。敵将プラトンを愛してしまう。
聖乙女 マドーラ
23歳。実は半サイボーグ半人間である。ラムールの妹。ムー大陸の大海没の際、ラ・ムーにより手術を受け蘇生した。しかし白石知を愛することで人間化してゆく。
大帝 エビル
60歳。アトランチス帝国826世大帝。三万年前、ムー大陸を打ち破った後、地球の大変動によって帝国も海没した。その時、生き残った貴族たちは宇宙へと飛び出した。そのアトランチス帝国の末裔である。今、移住した惑星アステロイドαの再びの危機に際し、地球を支配しようとしている。
女神 コンドラ
年齢不明。アトランチス帝国は好戦的は“山の民”であり、そのシンボルはコンドルである。コンドラは実質上アトランチス帝国、即ちアステロイドαを支配する邪悪の女神である。死と殺戮を愛する非道の神の化身。
アリストテレス
28歳。大帝エビルの長男。地球派遣軍総司令。未来の大帝を目指し、好戦的で非情。
プラトン
23歳。アリストテレスの弟。派遣軍副司令。だが、アトランチス帝国、いやコンドラのやり方に疑問を感じている。そしてムー大陸の聖巫女ラムールを愛してしまうことによって、さらに悩みは大きくなっていく。

### 用語
白鯨ムー
ムー大陸の最後の大帝ラ・ムーが最終兵器として実在の生きた白鯨をサイボーグ化し、自分の頭脳を移植した。ラ・ムー、即ち“白鯨ムー”とも言える。全長200m。三万年の間太平洋の深淵に眠っていた。体内は完全に自動化されたメカニズムで、平和を愛し地球を救う勇気を持つ人間のテレパシーのみに感応する。
戦闘惑星アステロイドα
三万年前、地球の大変動により海没するアトランチス大陸から逃れた末裔たちの住む惑星。三万年の周期で太陽を周回する小惑星で、今、地球に接近しつつある。
戦闘要塞コンドル
巨大なコンドル状の軍事要塞。地球支配を目指し、アステロイドαが派遣した前衛隊の中枢。

## 関連情報
- 2003年9月25日、テーマ音楽集がANIMEX1200シリーズの一枚としてCD化されている。
- 2004年7月28日、コロムビアミュージックエンタテインメントからDVD-BOXが発売。カートンBOX入りDVD5枚組・解説書付き。
- 2010年3月26日、デジタルウルトラプロジェクトからスペシャルリマスター版DVD-BOXが発売。化粧BOX入りDVD7枚組・4C24Pブックレット付。新たに映像特典として、剣役の武岡淳一らキャスト・スタッフのインタビュー映像、最終話の「翔べ!愛の世界へ」初回放送時のオリジナルマスター版が収録されている。
- 長らく再放送されなかったが、2004年に千葉テレビ放送にて再放送された。
- YouTubeの「TMSアニメ55周年公式チャンネル」で2019年10月16日から第3話までが無料配信されている。